# Harvard-architectuur
Een Harvard-architectuur is een ontwerp van CPU's dat, in tegenstelling tot de meer gebruikelijke Von Neumann-architectuur, gescheiden bussen (en adresruimtes) heeft voor data en instructies. Dit resulteert (over het algemeen) in een snellere processor, daar het ophalen van de volgende instructie en het wegschrijven van het resultaat van de laatste instructie gelijktijdig kan gebeuren. Ook wordt vaak opslagruimte uitgespaard, daar data- en instructiegeheugens niet dezelfde woordbreedte hoeven te hebben.
Het nadeel is dat sommige bewerkingen (zoals calculated jumps en pointers) onmogelijk of ingewikkelder zijn. De Harvard-architectuur wordt voornamelijk gebruikt in microcontrollers en DSP's, op "normale" processoren wordt de Von Neumann-architectuur gebruikt. 
Microcontrollers die gebaseerd op een Harvard architectuur zijn onder andere:
- Atmel AVR Serie
- Intel 8051
- Motorola 68HC11 en 68HC12